# Cousinia trachyphyllaria
Cousinia trachyphyllaria là một loài thực vật có hoa trong họ Cúc. Loài này được Bornm. & Rech.f. mô tả khoa học đầu tiên năm 1940.